# François Artaud
Pour les articles homonymes, voir Artaud.
Antoine François Marie Artaud est un archéologue français, né à Avignon le 17 avril 1767 et mort à Orange le 27 mars 1838. Il a principalement œuvré sur les sites archéologiques de la ville antique de Lyon, Lugdunum.

## Carrière
François Artaud est l'élève du peintre Pierre Schneyder qui étudie les antiquités de Vienne en Isère. Il entreprend un voyage en Italie où il s'intéresse à l'antiquité romaine.

### Directeur du musée de Lyon

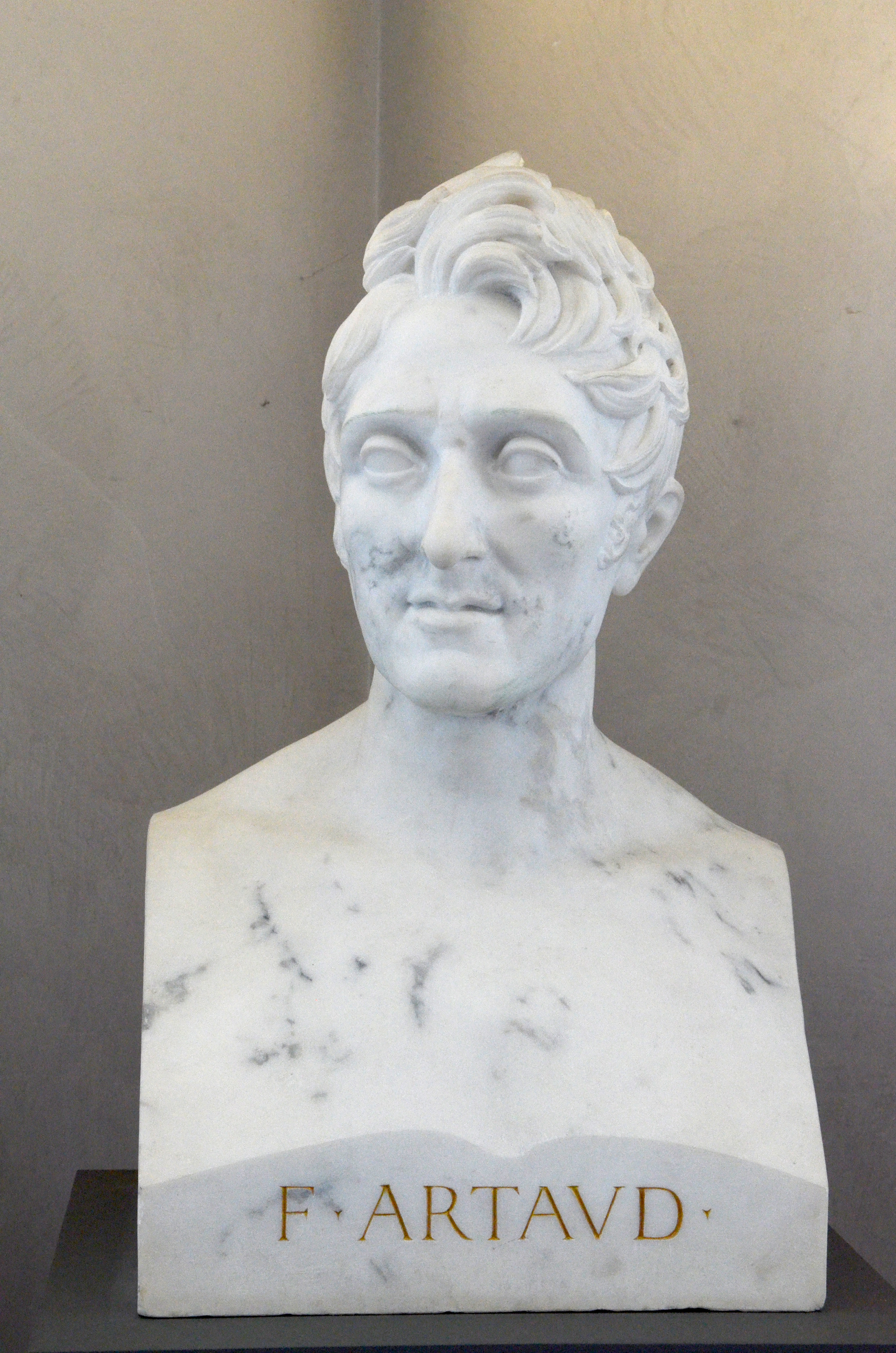
Buste de François Artaud par Joseph Fabisch, archéologue et directeur du musée des Beaux-Arts de Lyon.

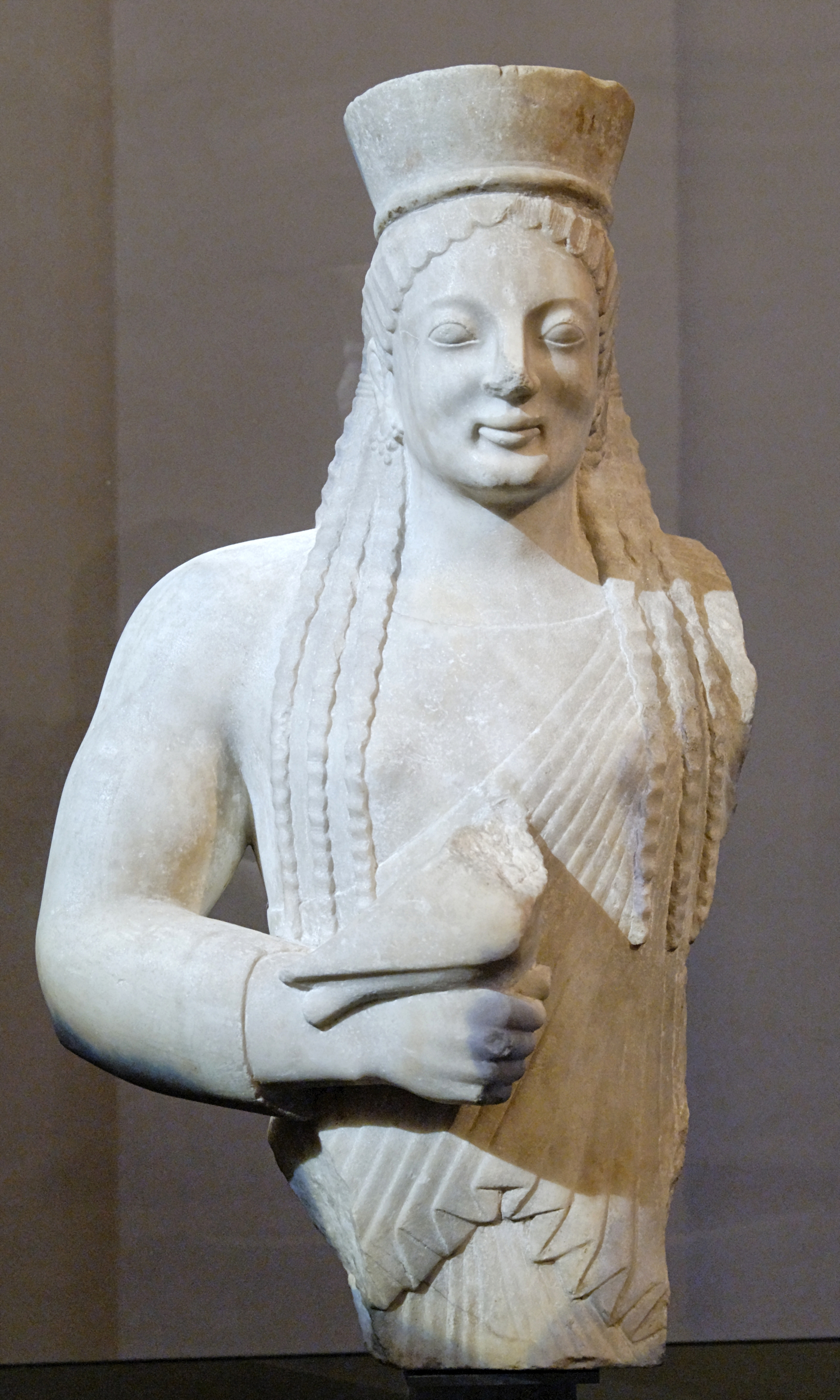
Koré, acquise par Artaud en 1810, Musée des beaux-arts de Lyon.

En 1802 et à l'instigation de N.-F. Cochard, Artaud crée le premier musée lapidaire nommé Conservatoire des Arts. Il réunit sous les voûtes du cloître de l'actuel Palais Saint-Pierre de Lyon les inscriptions éparpillés sur plusieurs sites locaux. Dès 1806, il est nommé inspecteur du Conservatoire des Arts et antiquaire de la ville.
En 1812, il est nommé directeur du musée des Beaux-Arts de Lyon et, en 1824, directeur de l'école des beaux-arts qui est installée dans le Palais Saint-Pierre, avec le musée. Sous son autorité, le musée des beaux-arts évolue en devenant une véritable institution muséale, quittant sa première fonction de lieu d'enseignement et d'inspiration pour les dessinateurs des sociétés de tisseurs de soie lyonnaises. Il classe les œuvres dans plusieurs salles, publie un catalogue et monte un « Salon des fleurs ».
Poussé par sa volonté de réunir un vaste ensemble d'objets antiques ou anciens, il obtient de la municipalité le transfert au musée de la collection de bronzes antiques et du médaillier de la ville en 1810. De même, il parvient à faire acquérir des ensembles de valeurs notamment les collections du marquis de Migieu et la collection Tempier, qui comprend la célèbre Koré grecque. Enfin, il fait entrer au Palais Saint-Pierre la Mosaïque des Jeux du cirque et la Table claudienne.
Son activité lui permet progressivement de rassembler la plus importante collection de mosaïque antique de France.
En 1830, refusant de prêter serment à la Monarchie de Juillet, il est contraint à la démission.

### Archéologue

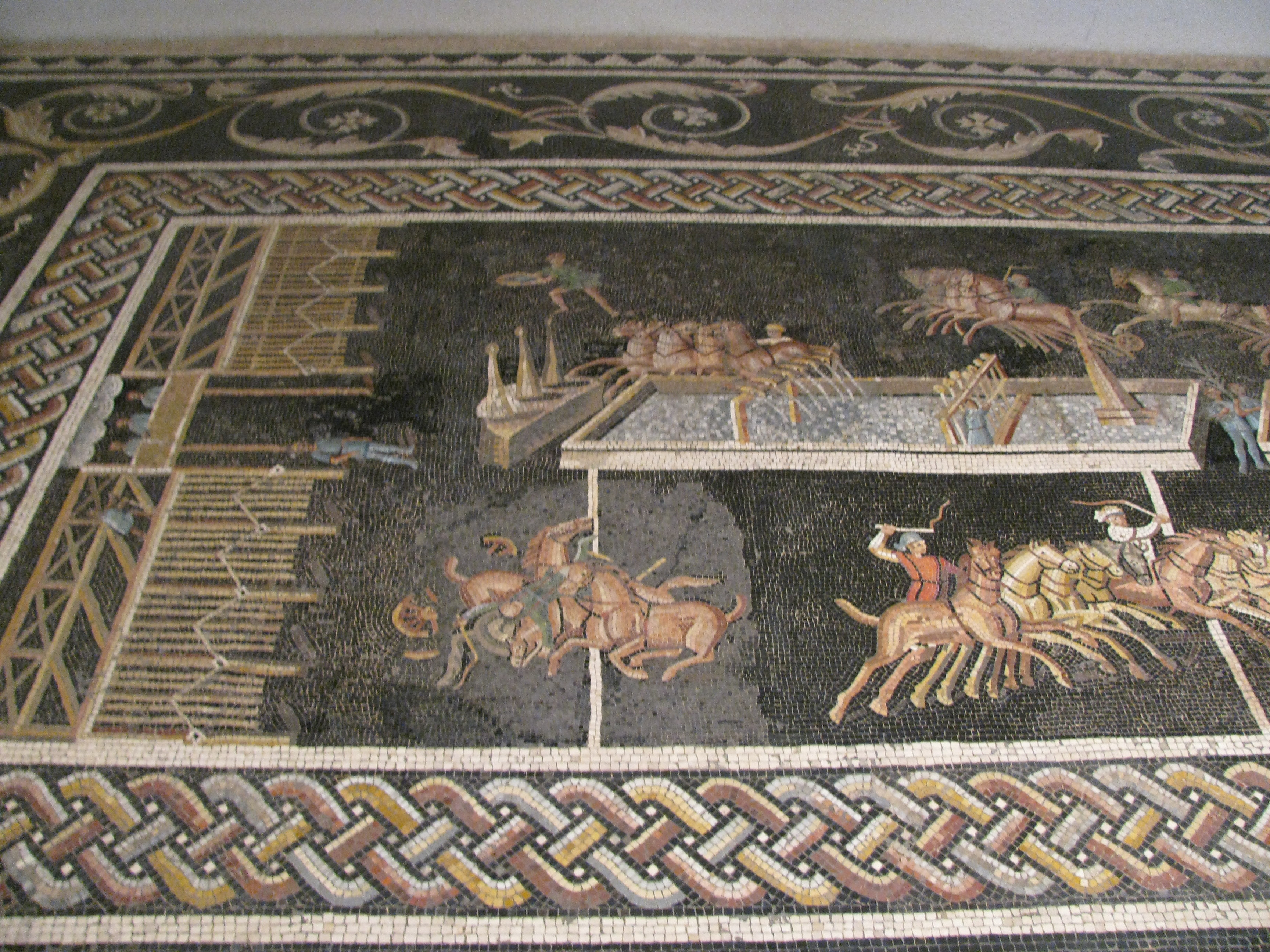
section de la Mosaïque des Jeux du cirque, pièce archéologique longuement étudiée par Artaud. Musée gallo-romain de Fourvière.

Son premier travail archéologique d'ampleur consiste en la dépose et l'étude de la mosaïque des Jeux du cirque découverte en 1806 puis acquise par la ville en 1813. Il en trace un croquis qui permet sa restauration après que quelques parties se soient abimées. Pionnier de la restauration des mosaïques en France, il bénéficie pour cela du soutien des autorités, notamment des préfets d'Herbouville et de Bondy.
En 1808 et 1809, il fouille plusieurs sites de la Presqu'île, rue Jarente et rue d'Auvergne. Dès 1812, il cumule sa fonction avec celle de directeur de l'École des Beaux-Arts de Lyon. Sous son mandat d'inspecteur du musée, il double le nombre d'inscriptions qui passe de 66 en 1808 à 150 en 1830.
Entre 1818 et 1820, il fouille pour la première fois la zone de l'amphithéâtre et dégage des vestiges en forme d'ellipse qu'il interprète faussement comme une naumachie en raison d'un canal dans l'arène, étude dont il tire son ouvrage Mémoire sur les vestiges d'un amphithéâtre naumachique de Lyon, resté inédite.
En 1819, il dépose et fait restaurer la mosaïque Cassaire représentant la Lutte de Pan et de l'Amour dans les ateliers du mosaïste Francesco Belloni à Paris.
En 1823, il recompose dans le musée la mosaïque d'Orphée découverte à Saint-Romain-en-Gal car il n'a pas la place de la disposer entière. Il en enlève alors plusieurs compartiments en respectant l'équilibre esthétique de l'ensemble.

## Œuvres

### Écrits

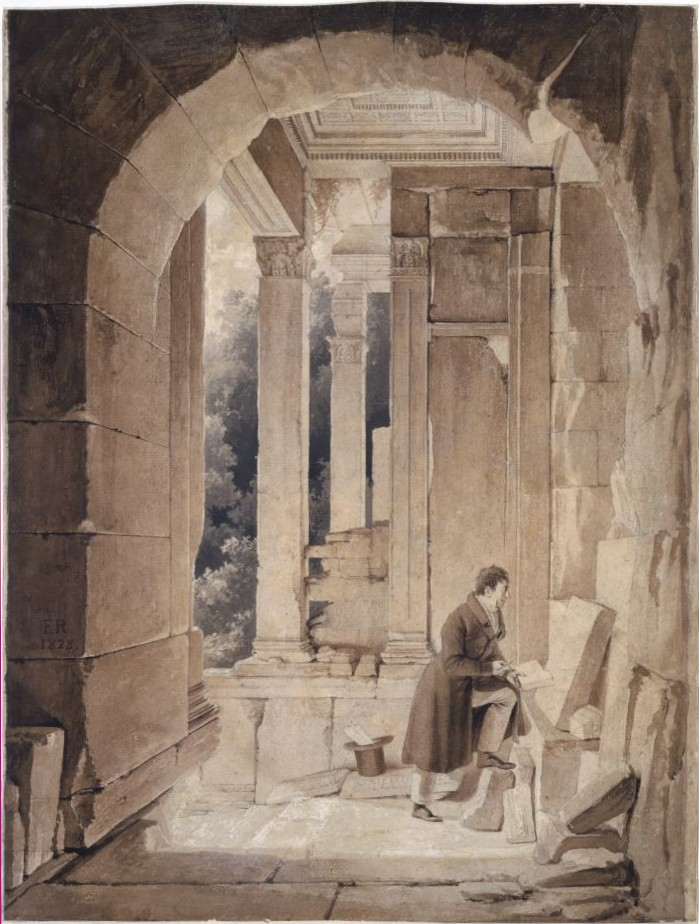
Lavis de Fleury Richard - "François Artaud copiant une inscription dans le temple de Diane à Nîmes", MBA Lyon, inv. H 825

- [1806] Description d'une mosaïque représentant les jeux du cirque, découverte à Lyon, Lyon, impr. de Ballanche père et fils, 1806 (réimpr. 1817, impr. Lambert-Gentot), 20 p. (BNF 30031939). .
- [1808] Discours sur un projet de recherches des monuments antiques dans la ville de Lyon (lu à la séance générale de la Société des amis du commerce et des arts, du 29 janvier 1808), Lyon, impr. de Ballanche père et fils, 1808, sur books.google.fr (BNF 36382336, lire en ligne).
- [1808] Notice des antiquités et des tableaux du Musée de Lyon, Lyon, impr. Ballanche père et fils, 1808, sur gallica (BNF 30031946, lire en ligne).
- [1808] Mosaïques de Lyon et des départements méridionaux de la France accompagnés d'explications (texte repris dans Histoire abrégée de la peinture en mosaïque[…]), Paris, 1808.
- [1811] Mémoire sur quelques découvertes d'antiquités faites à Lyon pendant l'été de 1811, impr. J.B. Sajou, 1811, sur books.google.fr (lire en ligne).
- [1816] Cabinet des antiques du musée de Lyon, 1816, sur books.google.fr (lire en ligne).
- [1816] Tableaux, inscriptions lapidaires, antiquités et curiosités du Musée de Lyon, Lyon, impr. Pelzin, 1816, sur books.google.fr (lire en ligne).
- [1816] Notice des inscriptions antiques du Musée de Lyon, Lyon, impr. Pelzin, 1816, 84 p., sur books.google.fr (lire en ligne).
- [1820] Discours sur les médailles d'Auguste et de Tibère, au revers de l'autel de Lyon… (suivi d'un) mémoire sur les recherches d'une statue équestre, faites dans le mois de novembre 1809, vers l'emplacement de l'ancien temple d'Auguste, Lyon, impr. Lambert-Gentot, 1820, 39 p. + 8, sur archive.org (lire en ligne).
- [1835] Histoire abrégée de la peinture en mosaïque, suivie de la Description des mosaïques de Lyon, et du Midi de la France, ainsi que d'un aperçu relatif au déplacement de ces pavés, Lyon, impr. Gabriel Rossary, 1835, 36 p., sur books.google.fr (lire en ligne).
- [1846] Lyon souterrain, ou Observations archéologiques et géologiques, faites dans cette ville depuis 1794 jusqu'en 1836 (publié par Jean-Baptiste Monfalcon), Lyon, impr. L. Perrin, Dumoulin et Ronet, coll. « Collection des bibliophiles lyonnais » (no 7), 1846, 259 p., sur books.google.fr (OCLC 556959310, lire en ligne).

Plusieurs de ses écrits n'ont pas été publiés et sont aujourd'hui conservés au fonds d'archives manuscrites conservé à l'Académie des Sciences et Belles-Lettres de Lyon, notamment Mémoire sur les vestiges d'un amphithéâtre naumachique de Lyon.
Artaud a également travaillé avec l'architecte Antoine-Marie Chenavard pour établir une cartographie des sites antiques de la ville. Cet ouvrage intitulé Lyon antique restauré sera publié à titre posthume en 1850 mais les travaux préparatoires à son élaboration ainsi que le plan annoté et corrigé sont conservés aux musées Gadagne de Lyon.

### Dessins
- Pour le Le Musée français, édité par Robillard de Péronville :
  - Faune et panthere , pour le graveur Christian Gottfried Schultze, (BNF 40283201)
  - Muse dite La petite Cérès / femme isiaque , pour le graveur Albert Christoph Reindel, (BNF 40283195)

### Bibliographie

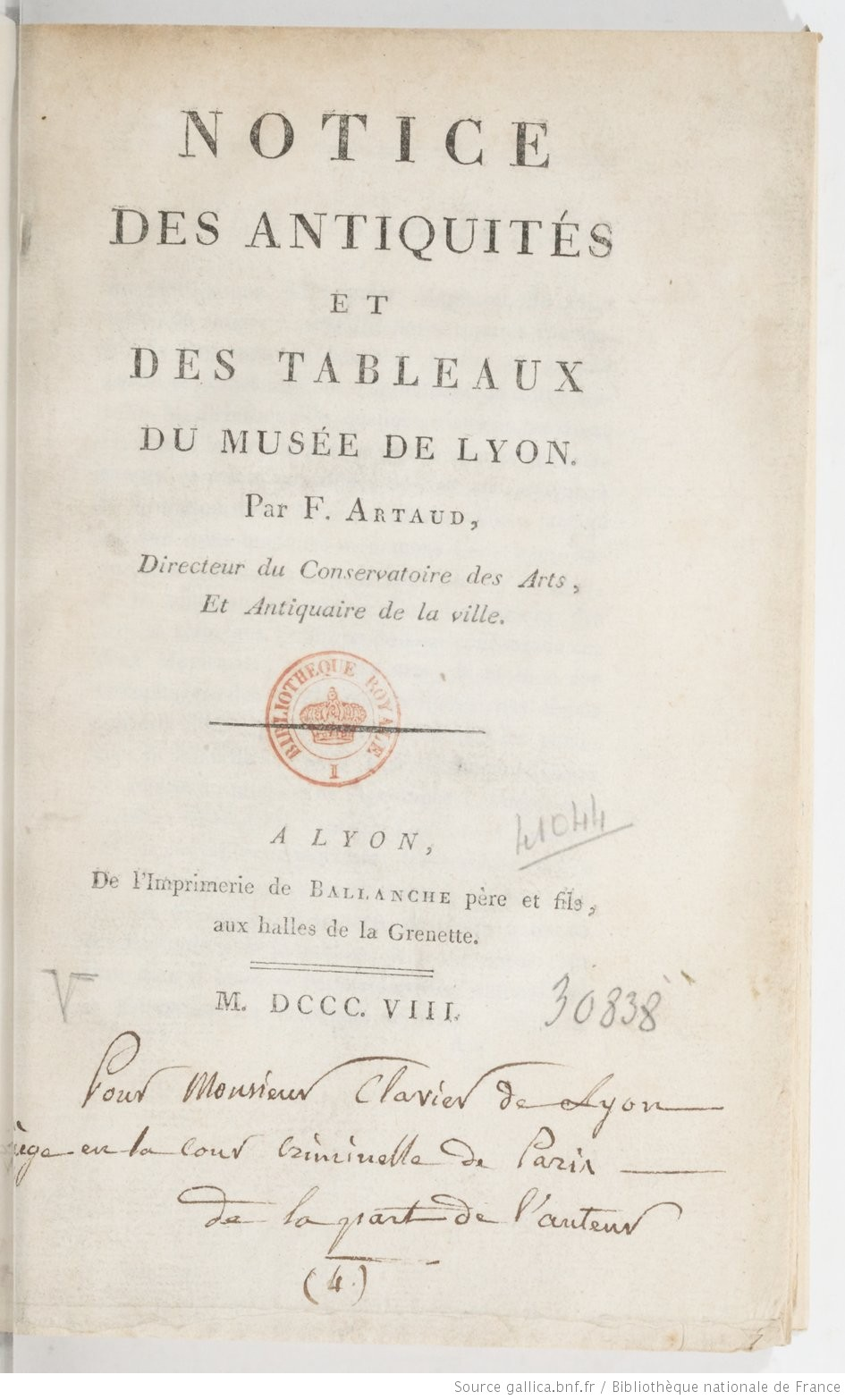
Couverture de la Notice du musée de Lyon d'Artaud, 1808.